# 第73回国民体育大会
第73回国民体育大会（だいななじゅうさんかいこくみんたいいくたいかい）は、2018年に開催された国民体育大会である。冬季大会が、山梨県、神奈川県、新潟県でおこなわれ、本大会が福井県で開催された。

## 概説
福井県では1968年の第23回大会以来50年ぶりに開催された。本大会愛称は「福井しあわせ元気国体」、スローガンは「織りなそう 力と技と美しさ」、大会マスコットは「はぴりゅう」。国体に引き続いて開かれる全国障害者スポーツ大会との融合を掲げており、略称は両大会を合わせて「国体・障スポ」、障スポの大会愛称は国体本大会とほぼ同じで統一感を持たせた「福井しあわせ元気大会」とした。ポスターは国体と障スポの二連としている。障スポの正式競技の車いすバスケットボールなどを国体期間中に開催した。
なお2018年4月1日付で日本体育協会が「日本スポーツ協会」に改称したため、主催統括団体名が冬季大会と本大会とで異なることとなった。協会の改称とともに国民体育大会を改称する方針も決まり、2018年6月の第196回国会でのスポーツ基本法の改正を経て、2023年より「国民スポーツ大会」へ改称することが決まった。
また、2019年に天皇の代替わりが行われたため、上皇明仁・上皇后美智子が開会式に臨席する最後の大会となった。

## 冬季大会
第73回国民体育大会冬季大会は、山梨県でスケート競技、神奈川県横浜市でアイスホッケー競技、新潟県でスキー競技が実施された。

### スケート競技会
富士の国やまなし国体は、2018年1月28日 - 2月1日の会期で開催された。スローガンは「今、君は氷上の風になる」。マスコットは武田菱丸。実施競技および会場は以下の通り。
- スピードスケート 富士急ハイランドコニファーフォレスト
- ショートトラックスピードスケート、フィギュアスケート 山梨県小瀬スポーツ公園アイスアリーナ

### アイスホッケー競技会
氷闘!かながわ・よこはま冬国体は、横浜市の新横浜スケートセンター、神奈川スケートリンクを会場に、2018年1月28日 - 2月1日の会期で開催された。スローガンは「輝け！氷上の戦い！」。マスコットは、かながわキンタロウ。

### スキー競技会
にいがた妙高はね馬国体は、2018年2月25日 - 28日に新潟県妙高市で開催された。スローガンは「銀世界 跳ねて 駆けて かがやいて」。マスコットはレルヒさん。

#### 実施競技・会場一覧
| 競技名 | 競技名                         | 競技名 | 会場地 | 会場                                                           |
| ------ | ------------------------------ | ------ | ------ | -------------------------------------------------------------- |
| スキー | ジャイアントスラローム（詳細） |        | 妙高市 | 赤倉観光リゾートスキー場                                       |
| スキー | スペシャルジャンプ（詳細）     |        | 妙高市 | 妙高高原赤倉シャンツェ                                         |
| スキー | コンバインド（詳細）           |        | 妙高市 | 妙高高原赤倉シャンツェ、赤倉観光リゾートクロスカントリーコース |
| スキー | クロスカントリー（詳細）       |        | 妙高市 | 赤倉観光リゾートクロスカントリーコース                         |

## 本大会

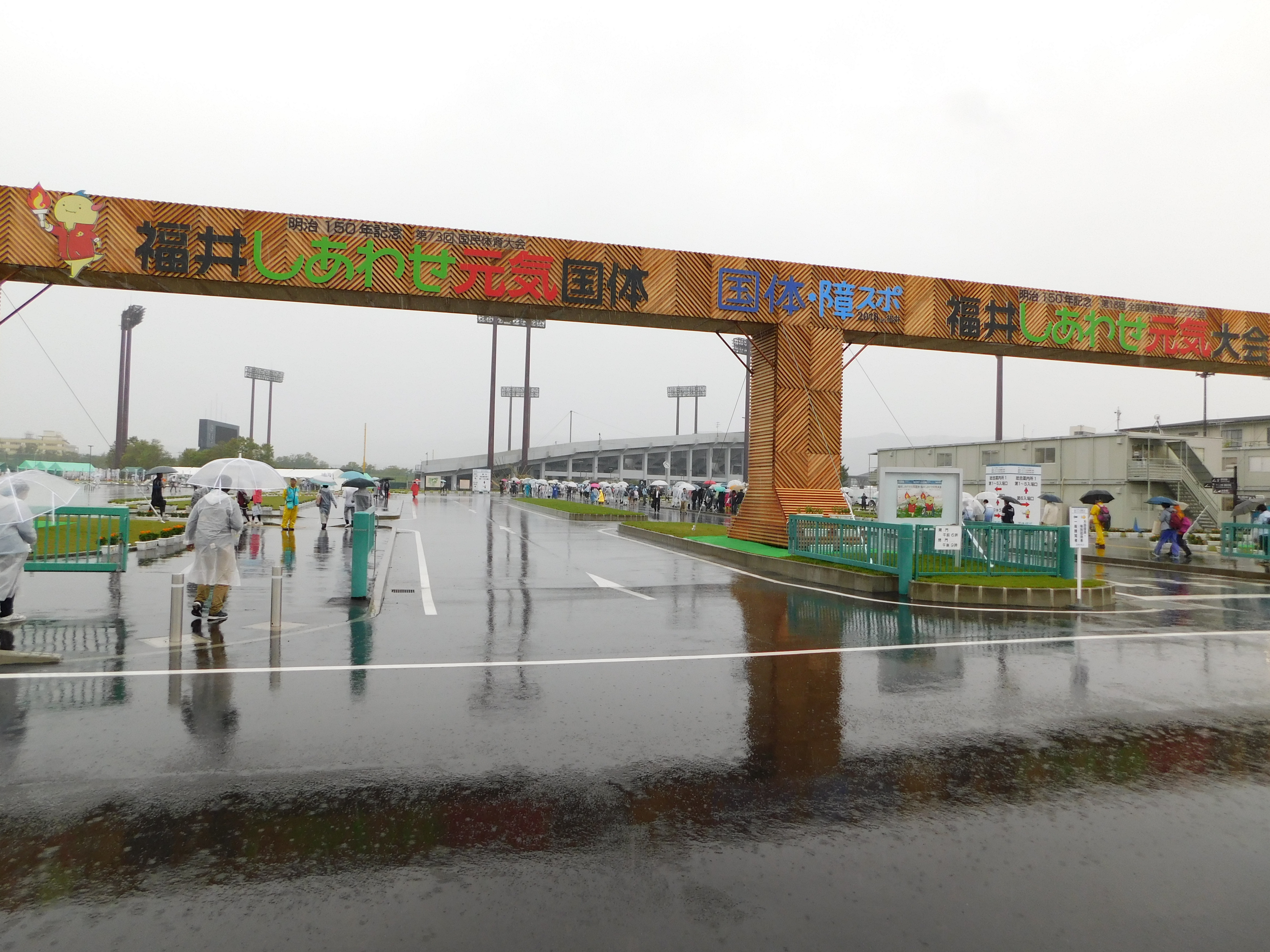
福井運動公園のメインゲート

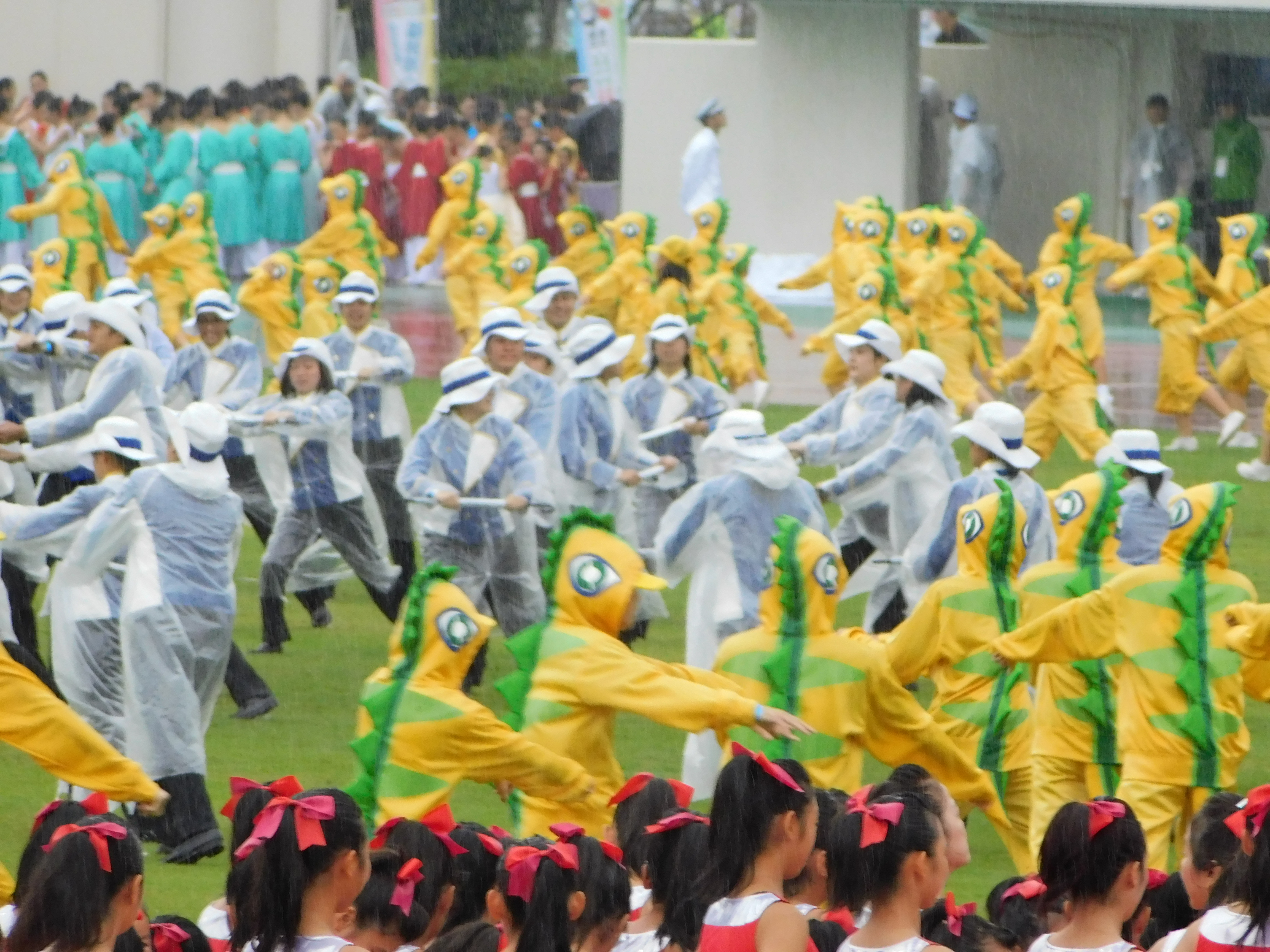
開会式の式典演技

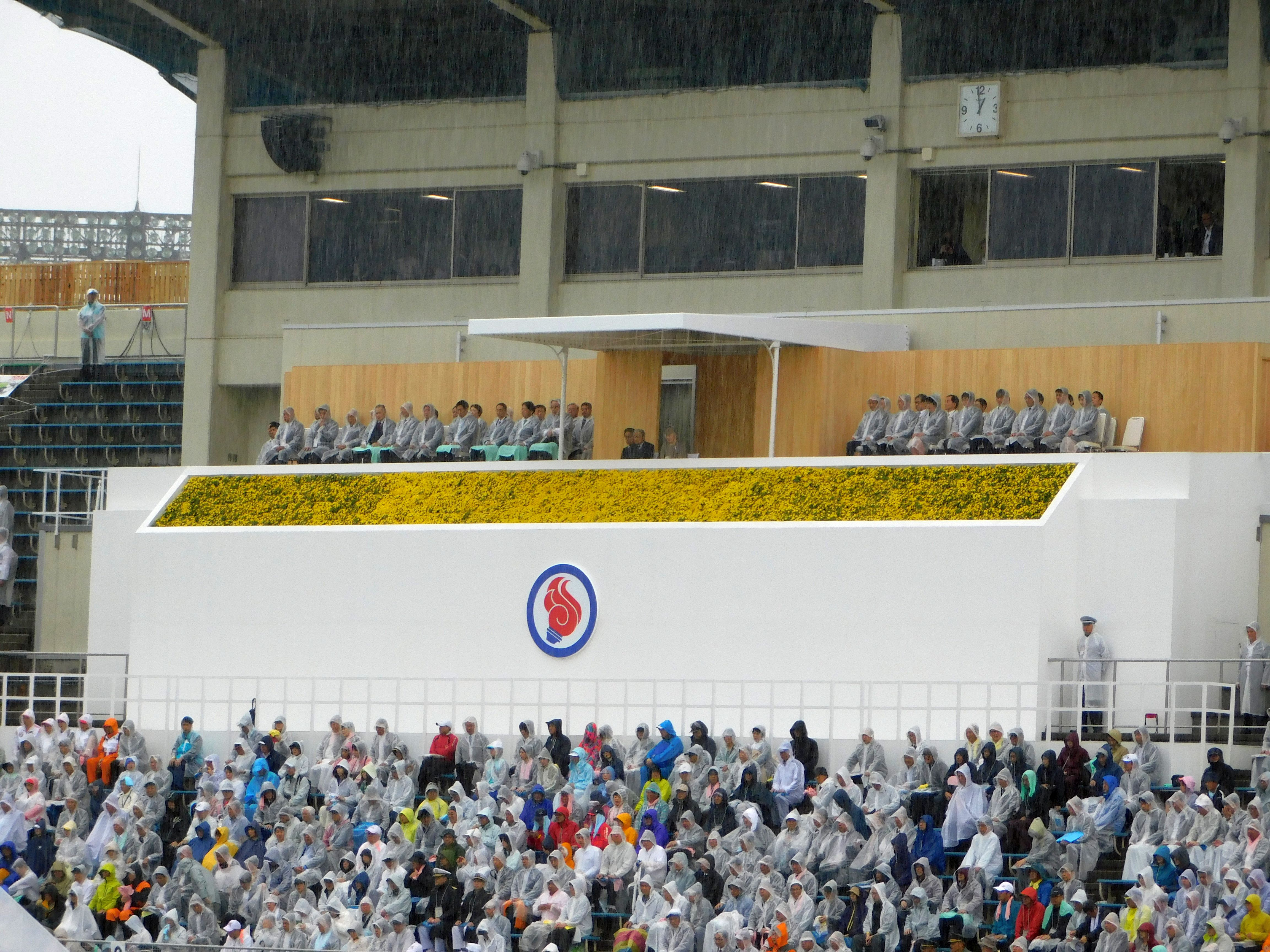
開会式の貴賓席

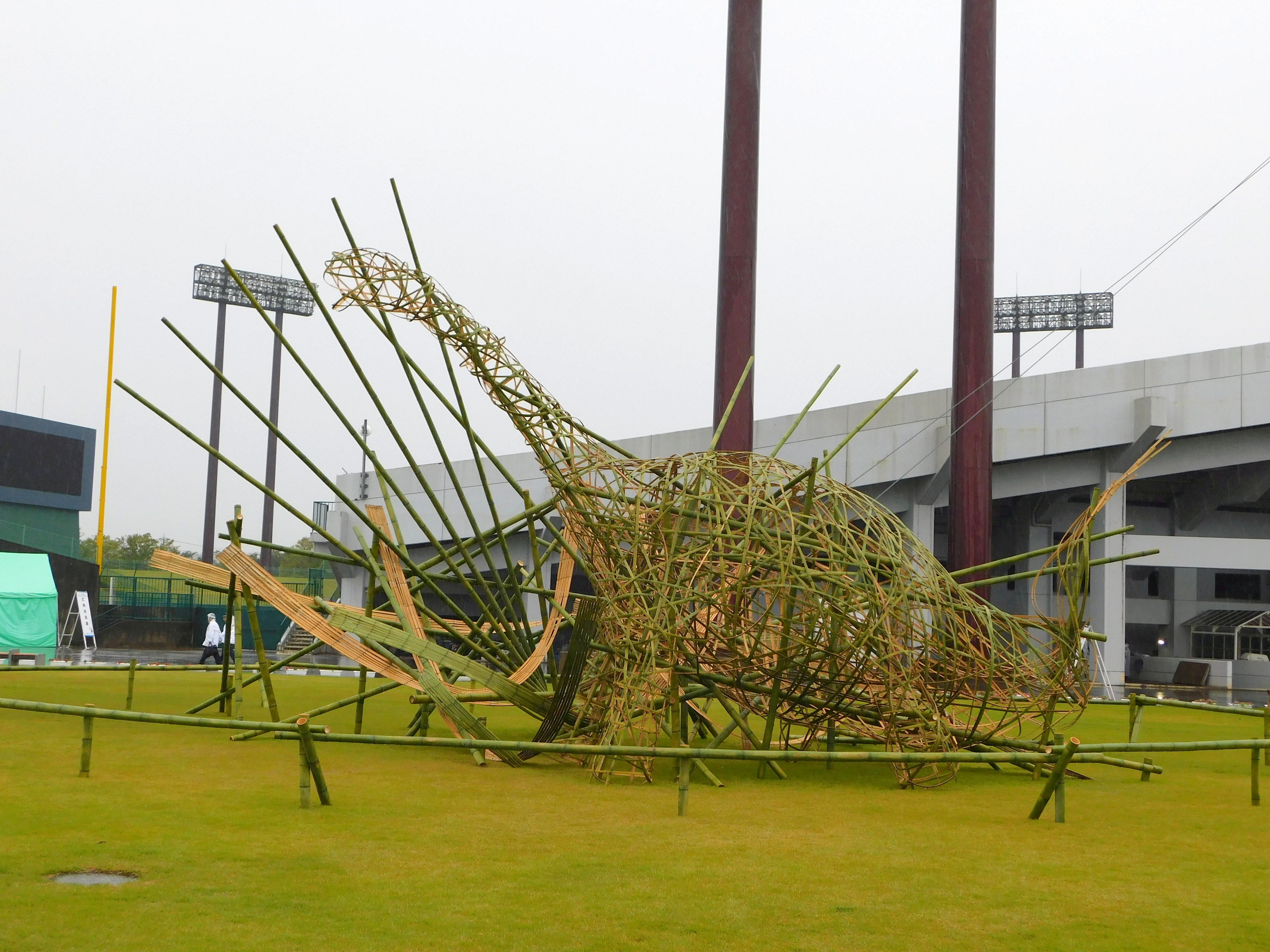
福井運動公園の恐竜モニュメント

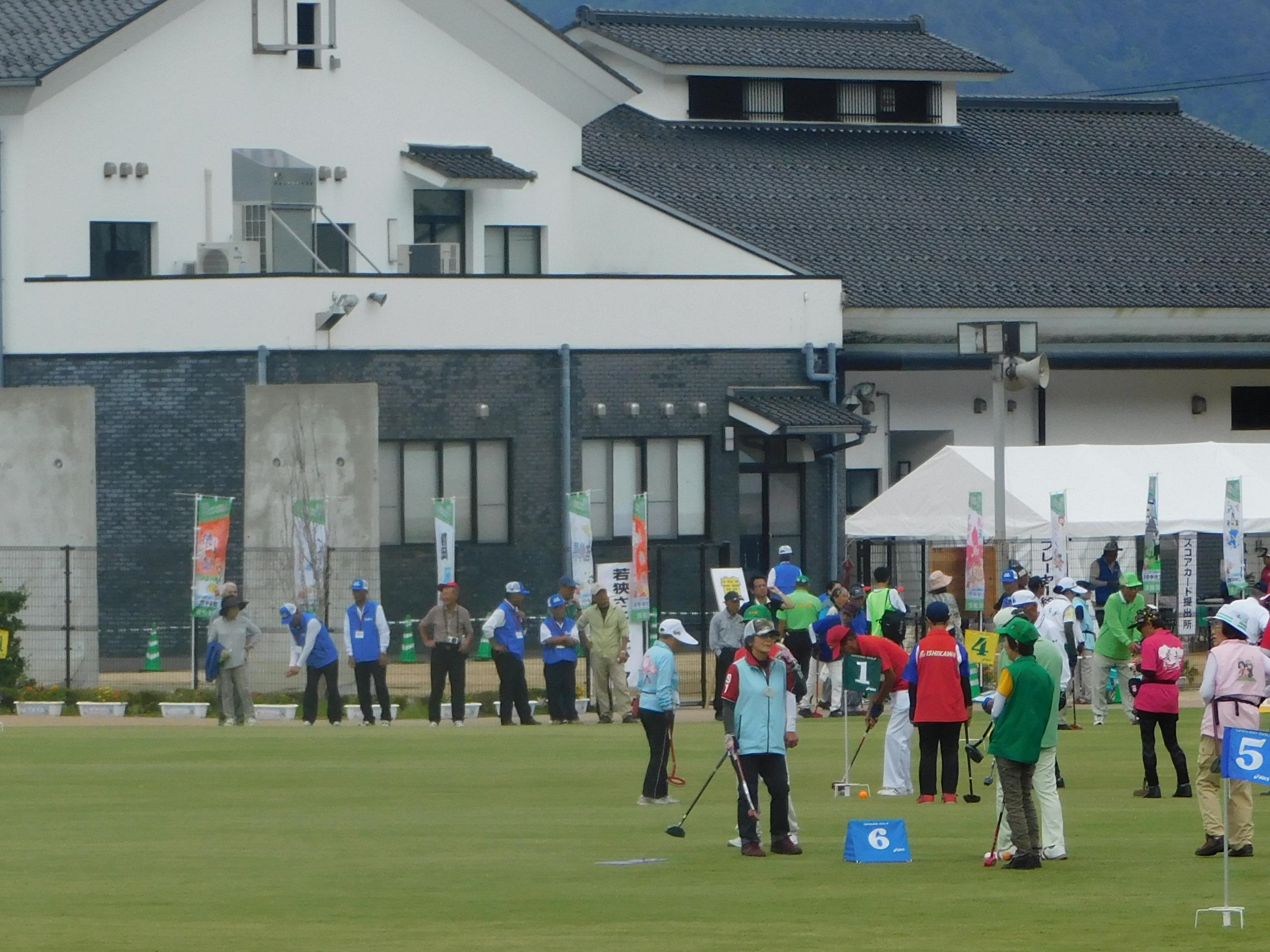
グラウンド・ゴルフ、若狭町多目的交流広場「若狭さとうみパーク」

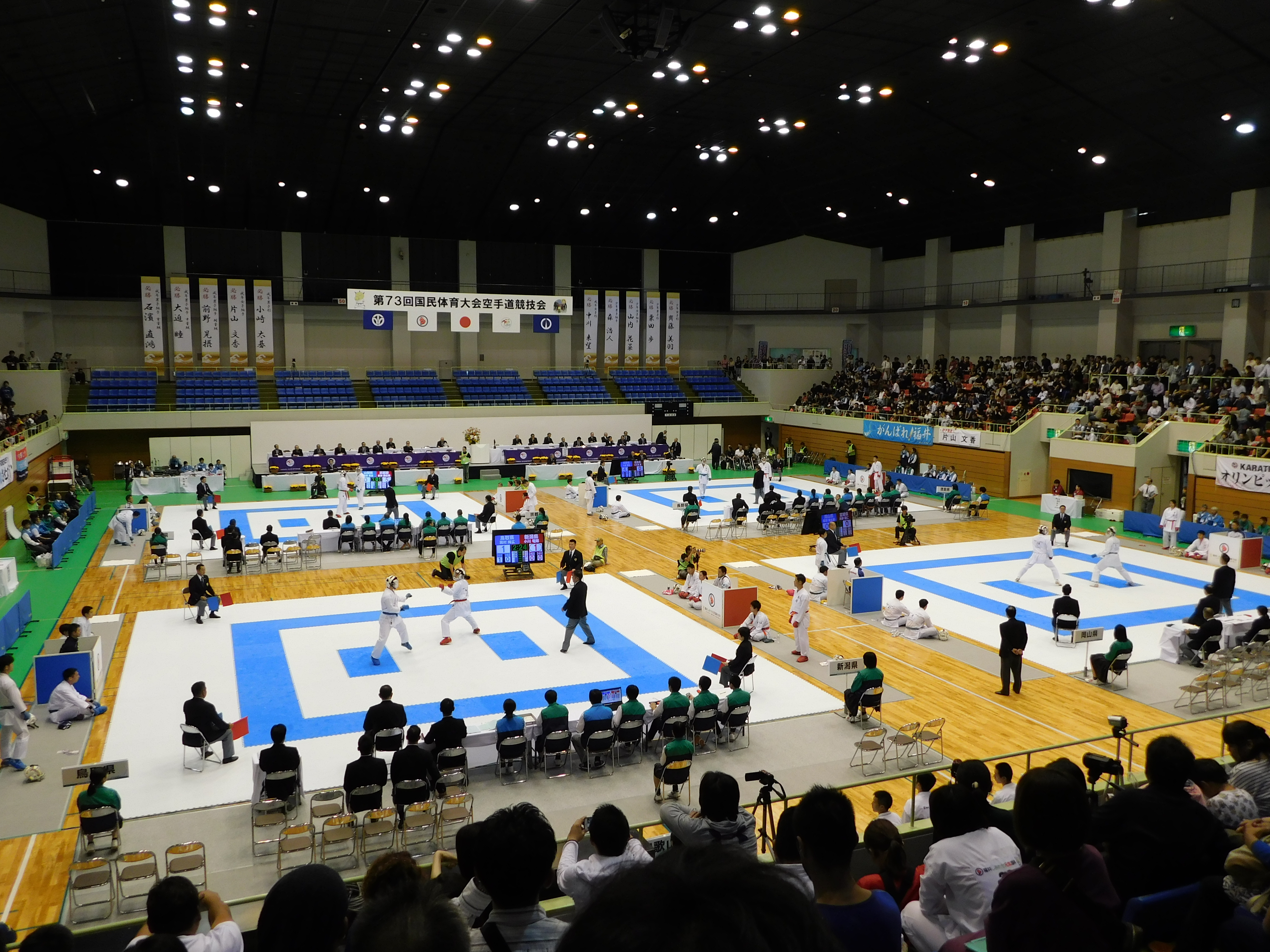
空手道競技、敦賀市総合運動公園体育館

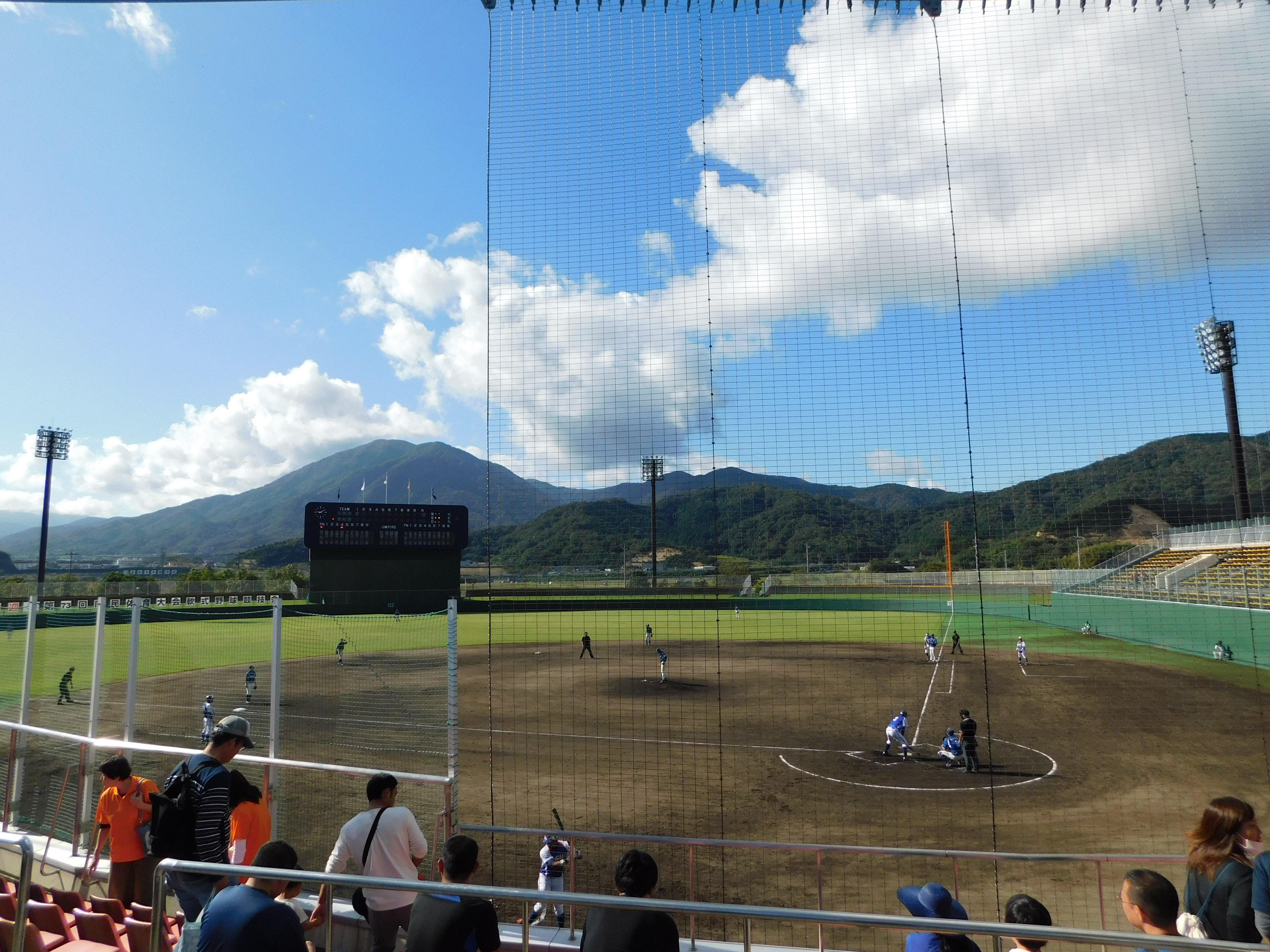
軟式野球競技の決勝、大阪府vs愛知県、敦賀市総合運動公園野球場

日本スポーツ協会・文部科学省・福井県主催。

### 会期
正式競技の会期は以下の通りである。
- 会期前開催　2018年9月9日-9月17日（水泳、バレーボール、ハンドボール、クレー射撃）、9月25日-9月29日（自転車）
- 開会・閉会　2018年9月29日-10月9日（11日間）

### 実施競技・会場
出典：
- 総合開閉会式・陸上競技 福井県営陸上競技場（福井市）
- 競泳 敦賀市総合運動公園プール（敦賀市）
- 飛込、水球、アーティスティックスイミング 金沢プール（石川県金沢市）
- オープンウォータースイミング 食見海岸特設会場（若狭町）
- 弓道 敦賀市総合運動公園弓道場・陸上競技場特設遠的弓道場（敦賀市）
- カヌースラローム、ワイルドウォーター 九頭竜川特設カヌー会場（大野市）
- サッカー テクノポート福井総合公園スタジアム・芝生広場、三国運動公園陸上競技場・人工芝グラウンド、丸岡スポーツランドサッカー場・人工芝グラウンド （坂井市）
- テニス 福井市わかばテニスコート、福井県営テニス場（福井市）
- ボート 福井県立久々子湖漕艇場（美浜町）
- ホッケー 福井県立ホッケー場、越前町営朝日総合運動場（越前町）
- ボクシング 福井県産業会館（福井市）
- バレーボール あわら市農業者トレーニングセンター、トリムパークかなづ体育館（あわら市）、丸岡体育館、三国体育館（坂井市）
- ビーチバレー 若狭鯉川シーサイドパーク特設会場（小浜市）
- 体操競技・新体操 サンドーム福井（鯖江市）
- バスケットボール 福井県営体育館、福井市体育館（福井市）、永平寺緑の村ふれあいセンターアリーナ、松岡中学校体育館（永平寺町）
- レスリング おおい町総合運動公園体育館（おおい町）
- セーリング 若狭和田マリーナ特設セーリング会場（高浜町）
- ウエイトリフティング 小浜市民体育館（小浜市）
- ハンドボール 福井県営体育館、福井市体育館（福井市）、北陸電力福井体育館フレア、永平寺緑の村ふれあいセンターアリーナ（永平寺町）
- 自転車トラック 福井競輪場（福井市）
- 自転車ロード 大野市特設ロードレースコース（大野市）
- ソフトテニス 福井市わかばテニスコート（福井市）、武生中央公園庭球場（越前市）
- 卓球 敦賀市総合運動公園体育館（敦賀市）
- 軟式野球 敦賀市総合運動公園野球場（敦賀市）、小浜市営野球場（小浜市）、丹南総合公園野球場（越前市）、桜橋総合運動公園野球場（美浜町）、美浜町総合運動公園野球場（南越前町）、おおい町総合運動公園野球場（おおい町）
- 相撲 大野市エキサイト広場総合体育施設体育館（大野市）
- 馬術 御殿場市馬術・スポーツセンター（静岡県御殿場市）
- フェンシング 越前市AW-Iスポーツアリーナ（武生中央公園総合体育館）（越前市）
- 柔道 福井県立武道館（福井市）
- ソフトボール 福井市きららパーク多目的グラウンド（福井市）、敦賀市きらめきスタジアム（敦賀市）、武生東運動公園ソフトボール場（越前市）、松岡総合運動公園 you meパーク（永平寺町）
- バドミントン 勝山市体育館「ジオアリーナ」（勝山市）
- ライフル射撃 福井県立ライフル射撃場、福井県立足羽高等学校体育館、福井県警察学校射撃場（福井市）
- 剣道 福井県立武道館（福井市）
- ラグビーフットボール 小浜市総合運動場陸上競技場・多目的グラウンド（小浜市）
- 山岳 池田町特設会場（池田町）
- カヌースプリント 北潟湖特設カヌーコース（あわら市）
- アーチェリー 福井市スポーツ公園サッカー場（兼ラグビー場）（福井市）
- 空手道 敦賀市総合運動公園体育館（敦賀市）
- クレー射撃 福井県立クレー射撃場（勝山市）
- なぎなた 鯖江市総合体育館（鯖江市）
- ボウリング スポーツプラザWAVE40（福井市）
- ゴルフ 芦原ゴルフクラブ、越前カントリークラブ、福井国際カントリークラブ（あわら市）
- トライアスロン 高浜町特設トライアスロン会場（高浜町）

公開・特別競技
- 高等学校野球 福井県営野球場、福井フェニックススタジアム（福井市）
- 綱引 勝山市体育館「ジオアリーナ」（勝山市）
- ゲートボール 若狭町多目的交流広場「若狭さとうみパーク」（若狭町）
- パワーリフティング 越前おおのまちなか交流センター（大野市）
- グラウンドゴルフ 若狭町多目的交流広場「若狭さとうみパーク」、三方グラウンド（若狭町）

## 全国障害者スポーツ大会

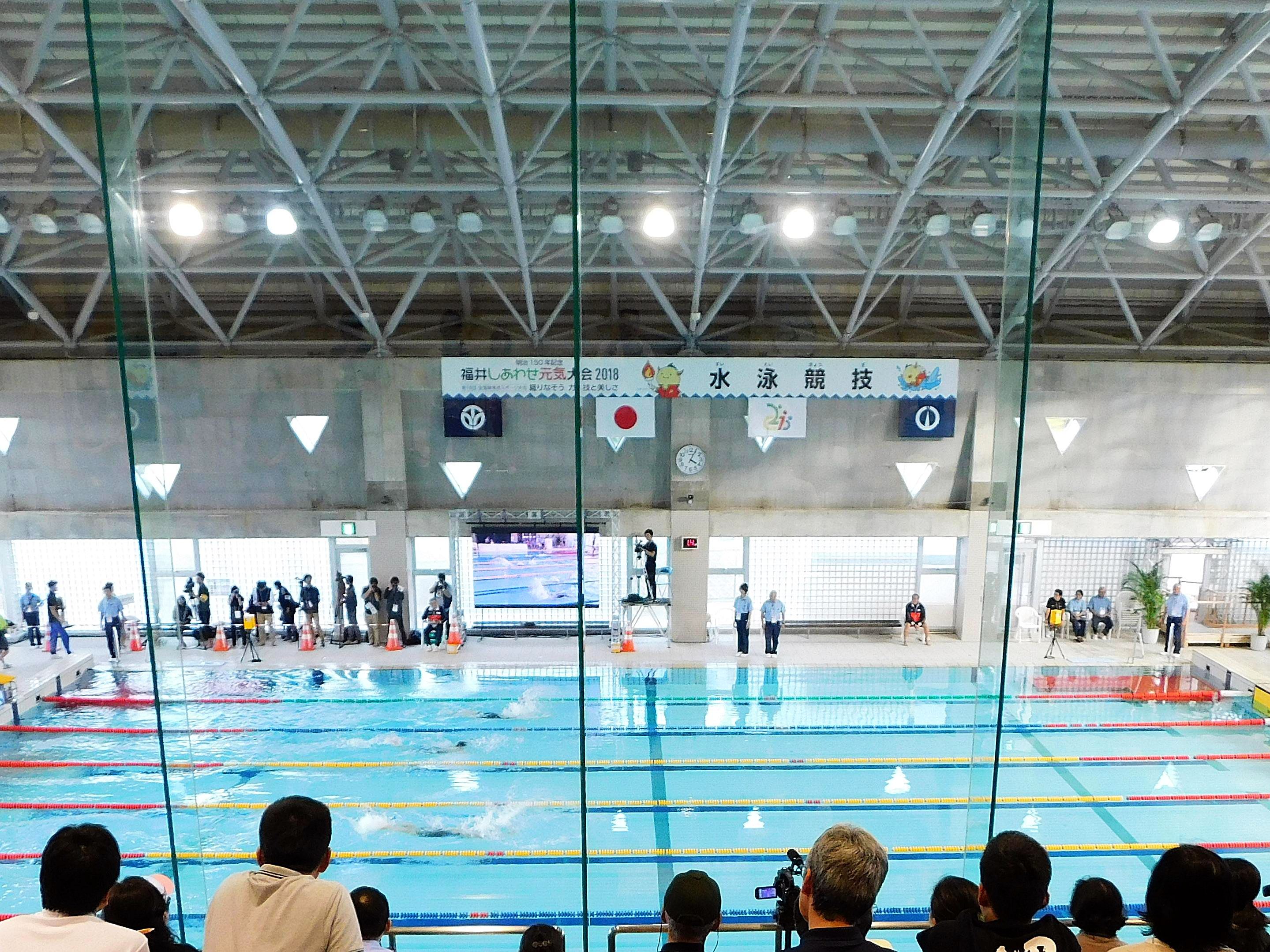
障スポ　水泳競技、敦賀市総合運動公園プール

全国障害者スポーツ大会の福井しあわせ元気大会は、10月9日の国体閉会後、10月13日 - 15日の3日間の会期で開催された。スローガンは国体本大会と共通の「織りなそう 力と技と美しさ」。

### 会期
2018年10月13日-10月15日（3日間）

### 実施競技・会場
正式競技が13競技（個人6、団体7）、オープン競技が3競技である。
正式競技（個人）
- 陸上競技 福井市 福井県営陸上競技場
- 水泳 敦賀市 敦賀市総合運動公園プール
- アーチェリー 福井市 福井市スポーツ公園サッカー場
- 卓球（サウンドテーブルテニスを含む） 鯖江市 サンドーム福井
- フライングディスク 坂井市 三国運動公園陸上競技場
- ボウリング 福井市 スポーツプラザWAVE40

正式競技（団体）
- バスケットボール 勝山市 勝山市体育館「ジオアリーナ」
- 車いすバスケットボール 福井市 福井県営体育館
- ソフトボール 越前市 武生東運動公園ソフトボール場
- グランドソフトボール 永平寺町 松岡総合運動公園 you meパーク
- バレーボール 大野市 大野市エキサイト広場総合体育施設体育館、あわら市 トリムパークかなづ体育館、小浜市 小浜市民体育館
- サッカー 坂井市 丸岡スポーツランドサッカー場
- フットベースボール 敦賀市 敦賀市きらめきスタジアム

オープン競技
- 卓球バレー 福井市 福井県社会福祉センター体育館
- 車いすテニス 鯖江市 鯖江広域西番スポーツセンターテニスコート
- ゲートボール 美浜町 美浜町西郷健康ひろば屋内運動場

## 天皇杯・皇后杯
総合成績は以下の通り、福井県の天皇杯は1巡目の第23回福井国体以来の2度目、皇后杯は初である。
- 天皇杯（男女総合）

　　1位　福井県、2位　東京都、3位　大阪府
- 皇后杯（女子総合）

　　1位　福井県、2位　東京都、3位　大阪府